# Гнатовка (Хмельницкий район)
Гнатовка (укр. Гнатівка) — село на Украине, находится в Хмельницком районе Винницкой области.
Код КОАТУУ — 0524886102. Население по переписи 2001 года составляет 355 человек. Почтовый индекс — 22082. Телефонный код — 4338.
Занимает площадь 0,97 км².
В селе действует храм Покрова Пресвятой Богородицы Хмельницкого благочиния Винницкой епархии Украинской православной церкви.

## Адрес местного совета
22022, Винницкая область, Хмельницкий р-н, с. Сальница, ул. Соборная, 38